# Motörhead
Motörhead (Моторхед)  — британський музичний гурт напрямків хард-рок і хеві-метал, утворений у травні 1975 року в Лондоні з ініціативи колишнього учасника формації Hawkwind Ієна «Леммі» Кілмістера (Ian «Lemmy» Kilmister)-на американському сленгу слово "Motorhead" означає " амфетаміновий наркоман ". "Для краси " цього слова Леммі вирішив використовувати метал-умлаут -"ö".Леммі заявив,що його гурт має стати « найбруднішим рок-н-рольним гуртом у світі »(«the dirtiest rock n'roll band in the world»)-справила великий вплив в розвитку всієї важкої музики,зокрема,виникнення спід-металу ,хоча віднести її до цього стилю можна лише з натяжкою. Музику гурту ,швидше,можна охарактеризувати як поєднання хард-року , панк-року та  прото-треш-металу .До першого складу гурту також ввійшли: екс-Pink Fairies Ларрі Волліс (Larry Wallis) — гітара та Лукас Фокс (Lucas Fox) — ударні.
Серед причин популярності Motörhead варто відзначити чудову роботу на сцені,відданість стилю і вміння складати мелодії,що запам'ятовуються-останнє дається небагатьом металевим гуртам  .
Крім того,Motörhead свого часу був визнаний «найгучнішим гуртом»( потужність звуку в децибелах)  ,  .
Хоча музику Motörhead часто відносять до хеві-метал,спід-метал або треш-метал і навіть називають [хто?] гурт родоначальником двох останніх стилів,Леммі не любив подібні ярлики і вважав за краще називати свою музику просто — « рок-н-ролом »  .
Теми пісень гурту найчастіше-це війна , боротьба добра зі злом,зловживання владою ,безладний секс , зловживання наркотиками і « життя в дорозі».
Логотип гурту, Snaggletooth (War-Pig) вперше з'явився на обкладинці альбому в 1977 році і з тих пір у різних варіаціях присутній на багатьох інших альбомах гурту; він був винайдений в 1977 році відомим у рок-середовищі художником Джо Петаньо .Автор образу так прокоментував своє творіння  :
«Натхнення?Ну звичайно ж,я зобразив розлютованого виродка!Такого,як,наприклад,Леммі.Я довго вивчав типи черепів і в результаті прийшов до прекрасної комбінації горили,вовка та собаки.Плюс,звісно, роги .Ну а Леммі вже додав шипи ,ланцюги та іншу амуніцію ».
Motörhead зазвичай була тріо .
Гурт досяг найбільшої популярності на початку 1980-х років , коли альбом Ace of Spades отримав статус золотого ,посівши четверте місце у британському хіт-параді,а  концертний альбом No Sleep 'til Hammersmith зайняв перше місце через п'ять днів після свого виходу .
Ці альбоми поряд з Overkill та Bomber закріпили за Motörhead репутацію основного британського хард-рок-гурту свого часу.
Багато зірок вважають за честь зіграти з Motörhead на одній сцені,і концерти гурту майже ніколи не обходяться без присутності спеціальних гостей  .

## Історія
Свою музичну кар'єру Леммі розпочав у Блекпулі, де виступав з місцевими соул-гуртами ,такими, наприклад, як The Rockin' Vicars. Незабаром він перебрався до Лондона, де погравши з формаціями The Sam Gopal's Dream та Opal Butterfly, поповнив команду техніків Джимі Хендрікса.
1971 року Леммі стає басистом та вокалістом гурту Hawkwind, але через чотири роки після арешту у Канаді за вживання наркотиків, його вигнали з гурту. Останній твір, який Леммі написав для цього гурту, мав назву «Motörhead». Таку ж назву отримав і гурт, який 1975 року Леммі вирішив утворити разом з Воллісом та Фоксом. Однак у новоствореному гурті швидко відбулися персональні зміни, коли місце Фокса, що перейшов до Warsaw Pakt, зайняв Філ «Філті Енімал» Тейлор (Phil «Philthy Animal» Taylor), 21.09.1954, Честерфілд, Велика Британія. Цікаво, що Тейлор не мав професійного музичного досвіду, але був приятелем Леммі.
У лютому 1976 року у складі Motörhead з'явився другий гітарист, колишній учасник гуртів Curtis Knight's Zeus та Continuous Performance — Едді «Фаст» Кларк (Eddie «Fast» Clarke), 5.10.1950. Однак незабаром квартет знову скоротився до тріо, коли Волліс вирішив повернутися до Pink Fairies. Гурт у складі Леммі — Тейлор — Кларк — працював без змін майже шість років аж до 1982 року.
Створена цими музикантами суміш з швидкості, агресії та спонтанності в музиці згодом принесла їм чималу популярність, але спочатку репертуар Motörhead визнавали як примітивний та вульгарний, тому їх записи вважались непридатними для видання. Наприклад, матеріал для дебютного альбому було записано ще 1976 року, однак внаслідок нерішучості керівництва фірми «United Artists/Liberty» (перша фірма, з якою музиканти мали угоду) платівка «On Parole» на музичному ринку з'явилася лише 1979 року. Після великих клопотів з менеджером та фонографічними фірмами 1977 року гурту все ж вдалося записати та видати на невеликій фірмі «Chiswick» перший альбом «Motörhead».
Наступного року Motörhead зв'язалась з солідною фірмою «Bronze Records», яка 1979 року видала альбом «Overkill». Цей альбом потрапив на 24 місце у чарті найпопулярніших лонгплеїв у Британії, а також приніс гурту перший хіт-сингл «Louie Louie». Наступна платівка «Bomber», що з'явилася через півроку, продавалась ще краще. Проте лише з появою 1980 року лонгплею «Асе Of Spades» Motörhead здобули велику популярність, і не в останню чергу завдяки заглавному твору, що став справжньою класикою хеві-металу. Сам альбом піднявся до четвертого місця у британському чарті і швидко став «золотою платівкою».
На початку 1981 року на п'ятому місці британського чарту перебував ЕР «St.Valentine's Day Massacre», записаний формацією Headgirl, під назвою якої сховалися музиканти гуртів Motörhead та Girlschool. Свої позиції Леммі та його колеги закріпили досконалою концертною платівкою «No Sleep 'Til Hammersmith», яка влітку 1981 року несподівано очолила британський чарт. Цей лонгплей повністю передавав неповторну атмосферу концертів Motörhead, у той час коли велику життєвість та агресивність їх музики не завжди до кінця виявляли студійні записи. У цей період гурт став провідним виконавцем «нової хвилі британського хеві-металу», хоча Леммі Кілмістер завжди відмежовувався від якихось зв'язків з цим напрямком музики.
Після появи навесні 1982 року альбому «Iron Fist» Кларк залишив Motörhead і утворив власну формацію Fastway, а Леммі у цей період вирішив записати твір «Stand By Your Man» разом з вокалісткою гурту The Plasmatics Венді Вілльямс. Новим гітаристом Motörhead став екс-Thin Lizzy та Wild Horses Брайн «Роббо» Робертсон (Brian «Robbo» Robertson), 2.02.1956, Кларкстон, Шотландія, і вже з ним 1983 року гурт записав лонгплей «Another Perfect Day». Однак наступного року Робертсон та Тейлор залишили Леммі, щоб приєднатися до Frankie Miller Band, а на їх місця лідер гурту запросив одразу двох гітаристів: Верзела (Wurzel), справжнє ім'я Майкл Бьорстон (Michael Burston), 23.10.1949, Челтенхем, Велика Британія та екс-Persian Risk Філа Кемпбелла (Phil Campbell), 7.05.1961, Понтіпрід, Велика Британія, а також колишнього ударника гурту Saxon Пітера Гілла (Peter Gill), 9.06.1951, Шеффілд, Велика Британія.
Цим новим складом гурт дебютував вже у травні 1984 року, але правові негаразди довго не дозволяли записати новий альбом. Лише 1986 року після отримання контракту з фірмою «GWR» з'явився записаний лише за три тижні лонгплей «Orgasmatron», який показав, що незважаючи на довге мовчання Motörhead зовсім не втратили своєї агресивності. Подібним був і альбом «Rock'n'Roll», що з'явився наступного року. До цього альбому, наприклад, ввійшов твір «Eat The Rich», написаний до однойменного фільму режисера Пітера Річардсона, у якому зіграв Леммі. Тим часом змінивши Гілла, до гурту повернувся Тейлор, а Леммі переїхав на постійне місце проживання до Лос-Анджелеса.
Після появи 1988 року чергового концертного альбому «No Sleep At All», записаного на фестивалі у Фінляндії, Motörhead пов'язали своє майбутнє з фірмою «WTG», що належала концерну «Sony». Здавалося, що завдяки цьому контракту гурт стане зіркою світового рівня і, головне, проб'ється у США. Однак цього не сталося. Виданий 1991 року альбом «1916» здивував усіх своїм експериментальним характером і використанням нетипових для стилю гурт інструментів, як, наприклад, віолончель. Альбом продавався не найкращим чином, хоч це скоріше наслідок неефективної промоції з боку фірми.
Під час роботи над черговою платівкою «March Or Die» гурт несподівано знову залишив Філ Тейлор. Його місце зайняв шведський ударник, колишній учасник гурту Dokken та King Diamond Міккі Ді (Mikkey Dee), який привніс свіжість та енергію до дещо закостенілого Motörhead. Попри те, що у запису балади «І Ain't No Nice Guy», що походила з альбому «March Or Die» взяли участь Slash та Оззі Озборн, увесь цей лонгплей не припав до смаку вірним фанам гурту. Платівка також не знайшла відповідної підтримки з боку фірми, що призвело до припинення співпраці між фірмою і гуртом.
Розчарований Леммі вирішив створити власну фірму «Motörhead Records», на якій 1993 року було записано альбом «Bastards». Це виявилося вдалим поверненням до джерел, а гурт знову продемонстрував, що спроможний грати швидко, голосно та мелодійно. Двома роками пізніше Motörhead запропонувала чергову платівку «Sacrifice».
Колишній гітарист Motörhead "Fast" Едді Кларк помер 10 січня 2018 року після боротьби з пневмонією у віці 67 років, ставши останнім учасником класичного складу гурту (після Тейлора та Леммі), який помер.
28 грудня 2015 року Леммі помер у віці 70 років.
19 вересня 2019 року у віці 70 років з невідомої причини помер гітарист Motörhead Ларрі Волліс . 

## Дискографія

### Студійні альбоми
- Motörhead (1977)
- Overkill (1979)
- Bomber (1979)
- On Parole (1979)
- Ace of Spades (1980)
- Iron Fist (1982)
- Another Perfect Day (1983)
- Orgasmatron (1986)
- Rock 'n' Roll (1987)
- 1916 (1991)
- March ör Die (1992)
- Bastards (1993)
- Sacrifice (1995)
- Overnight Sensation (1996)
- Snake Bite Love (1998)
- We Are Motörhead (2000)
- Hammered (2002)
- Inferno (2004)
- Kiss of Death (2006)
- Motörizer (2008)
- The Wörld Is Yours (2010)
- Aftershock (2013)
- Bad Magic (2015)

### Міні-альбоми
- The Golden Years (1980)
- Beer Drinkers and Hell Raisers (1980)
- St. Valentine's Day Massacre (1981)
- Stand by Your Man (1982)
- '92 Tour EP (1992)

### Збірки
- On Parole (1979)
- No Remorse (1984)
- Deaf Forever: The Best of Motörhead (2000)
- Over The Top: The Rarities (2000)
- Tear Ya Down: The Rarities (2002)
- Stone Deaf Forever! (2003)

### Живі альбоми
- No Sleep 'til Hammersmith (1981)
- What's Words Worth? (1983)
- Nö Sleep at All (1988)
- Live At Brixton '87 (1994)
- Everything Louder than Everyone Else (1999)
- Live at Brixton Academy (2003)
- BBC Live & In-Session (2005)
- Better Motörhead than Dead: Live at Hammersmith (2007)
- The Wörld Is Ours - Vol. 1: Everywhere Further Than Everyplace Else (2011)
- The Wörld Is Ours - Vol. 2: Anyplace Crazy As Anywhere Else (2012)